# Посёлок санатория № 14
Посёлок санатория № 14 — упразднённый в 2011 году посёлок в Ленинском районе Московской области России. Входил на год упразднения (с 2005 года) в сельское поселение Внуковское. Включён в состав деревни Рассказовки. С 1 июля 2012 года территория посёлка в Новомосковском административном округе Москвы, входит в состав поселения Внуковское.

## Население
Согласно Всероссийской переписи, в 2002 году в посёлке проживало 180 человек, по данным на 2005 год — 170 человек, на 2010 год — 185 человек.

## Транспорт
Проходит Боровское шоссе. Остановка общественного транспорта «Санаторий Переделкино».